# Garantia-Safra
Garantia-Safra (GS) é uma ação do Ministério do Desenvolvimento Agrário (MDA) financiada pelo Programa Nacional de Fortalecimento da Agricultura Familiar (Pronaf) que garante ao agricultor familiar um benefício financeiro, por tempo indeterminado, caso perca sua safra devido ao fenômeno da estiagem ou do excesso hídrico. Foi criada em 2002, a partir da lei nº 10.420, está vinculada ao Ministério do Desenvolvimento Agrário (MDA), e é administrada pela Caixa Econômica Federal desde outubro de 2003.
Sua área de atuação inclui as regiões majoritariamente semiáridas, como a região Nordeste, e o norte dos estados de Minas Gerais e Espírito Santo, que sofrem detrimento de safra em razão de seca ou excesso de chuvas.